# Audrey Albié
Audrey Albié (* 24. Oktober 1994) ist eine französische Tennisspielerin.

## Karriere
Albié begann mit acht Jahren das Tennisspielen und ihr bevorzugter Spielbelag ist der Hartplatz. Sie spielt vorrangig Turniere der ITF Women’s World Tennis Tour, wo sie bislang fünf Titel im Einzel und vier im Doppel gewann.
Ihr erstes Profiturnier spielte Albié im Mai 2009, im Februar 2013 erreichte sie ihr erstes Halbfinale beim Turnier in Mâcon. Ab Juli 2013 wird sie in der Einzelweltrangliste geführt.
2016 erreichte sie zu Beginn des Jahres zweimal das Endspiel bei Turnieren in Hammamet und mit weiteren guten Ergebnissen bis August 2016 ein damaliges Karrierehoch in der Weltrangliste. Ihre beste Platzierung datiert aus dem Februar 2023.

## Turniersiege

### Einzel
| Nr. | Datum             | Turnier        | Kategorie   | Belag             | Finalgegnerin     | Ergebnis         |
| --- | ----------------- | -------------- | ----------- | ----------------- | ----------------- | ---------------- |
| 1.  | 12. März 2017     | Amiens         | ITF $15.000 | Sand (Halle)      | Camilla Rosatello | 6:3, 6:4         |
| 2.  | 9. April 2017     | Dijon          | ITF $15.000 | Hartplatz (Halle) | Anastasia Zarycká | 6:4, 0:6, 7:65   |
| 3.  | 19. Januar 2020   | Fort-de-France | ITF $15.000 | Hartplatz         | Marine Partaud    | 6:3, 6:4         |
| 4.  | 20. November 2022 | Saint-Étienne  | ITF W25     | Hartplatz (Halle) | Émeline Dartron   | 6:4, 3:0 Aufgabe |
| 5.  | 12. Mai 2024      | Platja d’Aro   | ITF W35     | Sand              | Caroline Werner   | 2:6, 6:4, 7:5    |

### Doppel
| Nr. | Datum             | Turnier        | Kategorie   | Belag             | Partnerin         | Finalgegnerinnen                    | Ergebnis           |
| --- | ----------------- | -------------- | ----------- | ----------------- | ----------------- | ----------------------------------- | ------------------ |
| 1.  | 17. Februar 2014  | Mâcon          | ITF $10.000 | Hartplatz (Halle) | Kinnie Laisné     | Federica Di Sarra Camilla Rosatello | 6:3, 2:6, [10:8]   |
| 2.  | 23. Dezember 2017 | Hammamet       | ITF $15.000 | Sand              | Mathilde Armitano | Claudia Giovine Giorgia Marchetti   | 6:2, 6:4           |
| 3.  | 18. Januar 2020   | Fort-de-France | ITF $25.000 | Hartplatz         | Marine Partaud    | Alexandra Riley Jamilah Snells      | 6:2, 7:63          |
| 4.  | 28. Februar 2020  | Mâcon          | ITF $25.000 | Hartplatz (Halle) | Marine Partaud    | Miriam Bulgaru Estelle Cascino      | 3:6, 7:63, [12:10] |